# 龍鳴抄
『龍鳴抄』(りゅうめいしょう)とは、1133年（長承二年）に成立した雅楽書である。『竜吟抄』『竜吟集』『基政抄』とも呼ばれることもある。
平安時代後期の雅楽家(楽所の勾当で、笛の伝承者)であった大神基政が記した。1227年（嘉禄三年（安貞元年）の奥書からは、基政が女子二人に与えた書であることが窺える。

### 内容
上巻を呂の楽、下巻を律の楽として、調別（上巻には狛楽も）に四部ずつに分けられており、雅楽の百二十余曲の笛の奏法や楽曲の故事が簡明に綴られている。

### 伝存
現在上・下二巻、一冊本で伝存している。類本には現内閣文庫蔵「管絃大略日記」の副題を持つ林家旧蔵本や、同じく林家本の『異本竜鳴抄』と題するものが存在する。

## 『龍鳴抄』を活字で読む方法
『群書類従』の管絃部二に収録されているものがある。